# Insula Sfânta Elena
Sfânta Elena este o insulă în Atlanticul de Sud, în largul coastelor Africii. Face parte ca teritoriu dependent din Teritoriile britanice de peste mări. Din teritoriu fac parte și insulele Ascension și Tristan da Cunha.

## Date biogeografice
Insula, de origine vulcanică, este situată la est de dorsala mezo-atlantică, la cca 1.800 km de Africa și la cca 3.500 km de Brazilia. Astăzi se mai găsesc numai câteva porțiuni din vechiul con vulcanic, reprezentate prin Mount Actaeon (875 m înălțime) și High Peak (797 m). Se apreciază că vulcanul a activat ultima dată cu 14 milioane de ani în urmă. 
În interiorul insulei se dezvoltă un ansamblu vegetal care totalizează cca 700 de specii (din care 52 indigene, restul fiind aclimatizate din Marea Britanie, India sau Africa). Dintre acestea, inul - adus din Noua Zeelandă în 1874 - constituie principala cultură locală. 
Creșterea animalelor este asigurată de iarba suculentă (ovine, bovine, caprine).

## Istoric

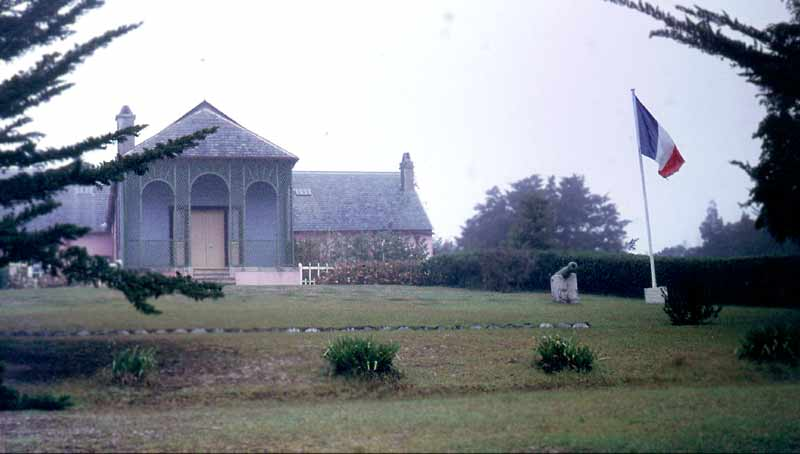
Casa-muzeu din Longwood

Insula a fost descoperită de portughezul João da Nova pe data de 21 mai 1502. În amintirea acestei zile, insula a primit numele împărătesei Elena, sărbătorită în calendarul romano-catolic pe 21 mai. 
Insula a devenit faimoasă ca loc de exil pentru împăratul francez Napoleon Bonaparte între 1815 și moartea sa în 1821. Napoleon Bonaparte a stat în localitatea Longwood, unde se găsește și casa-muzeu. Domeniul în care Napoleon a rezidat între 1815-1821 este proprietate a guvernului francez, din 1858.

## Clima
Climatul de pe insulă este tropical, marin, temperat de Curentul Benguela și vânturile care suflă aproape continuu. Clima variază considerabil în întreaga insulă. Temperaturile în Jamestown sunt cuprinse între 21-28 °C în timpul verii (ianuarie-aprilie) și 17-24 °C în restul anului. Temperaturile din zonele centrale sunt, în medie, cu 5-6 °C mai mici. Jamestown are de asemenea precipitații foarte reduse anual, în timp ce 750-1,000 mm de precipitații cad pe an pe terenul mai înalt și coasta de sud. Există o stație meteo de înregistrare în districtul Longwood.

## Alte lecturi
- Gosse, Philip Saint Helena, 1502–1938 ISBN 0-904614-39-5
- Smallman, David L., Quincentenary, a Story of St Helena, 1502–2002 ISBN 1-87229-47-6
- Jackson, E. L. St Helena: The Historic Island, Ward, Lock & Co, London, 1903
- Cannan, Edward Churches of the South Atlantic Islands 1502–1991 ISBN 0-904614-48-4
- George, Barbara B. St Helena — the Chinese Connection (2002) ISBN 1-899489-22
- Cross, Tony St Helena including Ascension Island and Tristan Da Cunha ISBN 0-7153-8075-3
- Brooke, T. H., A History of the Island of St Helena from its Discovery by the Portuguese to the Year 1806”, Printed for Black, Parry and Kingsbury, London, 1808
- Hakluyt, The Principal Navigations Voyages Traffiques & Discoveries of the English Nation, from the Prosperous Voyage of M. Thomas Candish esquire into the South Sea, and so around about the circumference of the whole earth, begun in the yere 1586, and finished 1588, 1598–1600, Volume XI.
- Darwin, Charles, Geological Observations on the Volcanic Islands, Chapter 4, Smith, Elder & Co., London, 1844.
- Duncan, Francis, A Description of the Island Of St Helena Containing Observations on its Singular Structure and Formation and an Account of its Climate, Natural History, and Inhabitants, London, Printed For R Phillips, 6 Bridge Street, Blackfriars, 1805
- Janisch, Hudson Ralph, Extracts from the St Helena Records, Printed and Published at the “Guardian” Office by Benjamin Grant, St Helena, 1885
- Van Linschoten, Iohn Huighen, His Discours of Voyages into ye Easte & West Indies, Wolfe, London, 1598
- Melliss, John C. M., St Helena: A Physical, Historical and Topographical Description of the Island Including Geology, Fauna, Flora and Meteorology, L. Reeve & Co, London, 1875
- Schulenburg, A. H., St Helena Historiography, Philately, and the "Castella" Controversy”, South Atlantic Chronicle: The Journal of the St Helena, Ascension and Tristan da Cunha Philatelic Society, Vol.XXIII, No.3, pp. 3–6, 1999
- Bruce, I. T., Thomas Buce: St Helena Postmaster and Stamp Designer, Thirty years of St Helena, Ascension and Tristan Philately, pp 7–10, 2006, ISBN 1-890454-37-0
- Crallan, Hugh, Island of St Helena, Listing and Preservation of Buildings of Architectural and Historic Interest, 1974
- Kitching, G. C., A Handbook of St Helena Including a short History of the island Under the Crown
- Eriksen, Ronnie, St Helena Lifeline, Mallet & Bell Publications, Norfolk, 1994, ISBN 0-620-15055-6
- Denholm, Ken, South Atlantic Haven, a Maritime History for the Island of St Helena, published and printed by the Education Department of the Government of St Helena
- Evans, Dorothy, Schooling in the South Atlantic Islands 1661–1992, Anthony Nelson, 1994, ISBN 0-904614-51-4
- Hibbert, Edward, St Helena Postal History and Stamps”, Robson Lowe Limited, London, 1979
- Weider, Ben & Hapgood, David The Murder of Napoleon (1999) ISBN 1-58348-150-8
- Chaplin, Arnold, A St Helena's Who's Who or a Directory of the Island During the Captivity of Napoleon, published by the author in 1914. This has recently been republished under the title Napoleon’s Captivity on St Helena 1815–1821, Savannah Paperback Classics, 2002, ISBN 1-902366-12-3
- Holmes, Rachel: Scanty Particulars: The Scandalous Life and Astonishing Secret of James Barry, Queen Victoria's Most Eminent Military Doctor, Viking Press, 2002, ISBN 0-375-5055-6
- Shine, Ian, Serendipity in St Helena, a Genetical and medical Study of an isolated Community, Pergamon Press, Oxford, 1970 ISBN 0-0801-2794-0
- Dampier, William, Piracy, Turtles & Flying Foxes, 2007, Penguin Books, 2007, pp 99–104, ISBN 0-1410-2541-4
- Clements, B.; "St Helena:South Atlantic Fortress"; Fort, (Fortress Study Group), 2007 (35), pp75–90